# شولاميت شامير
سارة شولاميت شامير Sarah Shulamit Shamir (بالعبرية: שולמית שמיר) (مولودة بلقب Levy) (19 أبريل 1923 - 29 يوليو 2011) كانت زوجة إسحاق شامير، سابع رئيس وزراء لإسرائيل. وكانت لها أنشطة عديدة في العديد من المنظمات التطوعية، وأسست المجلس العام للمسنين.

## حياتها
ولدت شالوميت شامير عام 1923 في صوفيا  في بلغاريا باسم سارة (ساريكا) ليفي. وانضمت في شبابها إلى منظمة بيتار وهي منظمة شبابية صهيونية. وفي عام 1941، هاجرت إلى فلسطين تحت الانتداب البريطاني على متن السفينة «داريان 2» واعتقلتها سلطات الانتداب البريطاني لكونها مهاجرة غير شرعية. وأمضت ستة أشهر في معسكر اعتقال بالقرب من عكا، وهناك التقت بإسحاق شامير، وسجنت ستة أشهر أخرى في معتقل عتليت.
وانضمت إلى منظمة شتيرن وهي منظمة عسكرية سرية يهودية وعملت كضابط ارتباط لقائد التنظيم إسحاق شامير. وفي ذلك القوت حصلت على لقب «شولاميت» الذي أصبح اسمها الأول. وفي عام 1944 تزوجت شولاميت وإسحاق وفي عام 1945 ولد ابنهما يائير. وبعد عام، تم إلقاء القبض على إسحاق شامير ونفيه من قبل سلطات الانتداب البريطاني إلى إريتريا. وبينما كان زوجها في المنفى، ألقي القبض على شولاميت. وفي اليوم التالي، نشرت صحيفة هآرتس خبرا عن اعتقال «الإرهابية المهمة التي تبحث عنها الشرطة منذ سنوات».
وخلال فترة سجنها في سجن النساء في بيت لحم، أضربت عن الطعام لمدة 11 يومًا للمطالبة بإحضار ابنها الصغير إليها. وأثناء الإضراب عن الطعام نُقلت إلى المستشفى حيث حاول الأطباء إطعامها بالقوة. في مايو 1948 أطلق سراحها.
وعندما كان إسحاق شامير يتولى عدة مناصب سياسية، تقلدت شولاميت شامير عددًا من المناصب العامة في جمعيات ومنظمات مختلفة. وعندما تولى إسحاق شامير منصب رئيس الكنيست، تطوعت شولاميت للعمل مع العائلات الثكلى بعد حرب أكتوبر المعروفة باسم حرب يوم الغفران، وعملت لاحقًا في أكيم، وساعدت في إنشاء قرية للمتخلفين عقليًا. خلال فترة تولي إسحاق شامير لمنصب رئيس الوزراء، تأسس «المجلس العام للمسنين» بمبادرة من شولاميت شامير. وعينت شولاميت شامير رئيسا للمجلس. بلغ نشاط شولاميت شامير ذروته في الجهود المبذولة لقانون كبار السن الذي سُن في عام 1989.
وفي عام 1988، دعاها وزير خارجية بلغاريا لزيارة بلادها ومسقط رأسها في بلغاريا، في الوقت الذي لم تكن فيه علاقات دبلوماسية رسمية بين إسرائيل وبلغاريا. ولاحقاً دعيت شولاميت لزيارة أخرى للمشاركة في ندوة دولية حول إنقاذ اليهود البلغار خلال الهولوكوست. والتقت خلال تلك الزيارة برئيس بلغاريا. وفي عام 1991 قامت شولاميت بزيارة أخرى، وهذه المرة كزيارة رسمية مع زوجها رئيس الوزراء إسحاق شامير، ووجهت إليها الحكومة البلغارية رسالة تقدير لمساهمتها في تجديد العلاقات بين بلغاريا وإسرائيل.
تعرضت شولاميت شامير لانتقادات حادة بسبب مشاركتها السياسية، مثل تدخلها في هيئة الإذاعة الإسرائيلية، التي كان إسحاق شامير مديرا لها. وزُعم أنها عملت من أجل تعيين يوسف باريل مديراً تنفيذياً لهيئة الإذاعة الإسرائيلية، وأنها كانت وراء إنهاء البرنامج التلفزيوني «زي هازمان» بسبب التصريحات السياسية التي كان يعتنقها مذيع البرنامج رام إيفرون. وقد نقت شولاميت تلك المزاعم في مقابلة أجرتها في عام 2001.
أنجبت شولاميت وزوجها إشحاق شامير ابن وابنة: الابن هو يائير شامير وهو رجل أعمال وكان عضوا في الكنيست الإسرائيلي. وابنة هي غيلادا ديامانت التي تشغل منصبًا رفيعًا في وزارة الدفاع.
وفي السنوات الأخيرة من حياتها، عاشت شولاميت في دار لرعاية المسنين في تل أبيب، في الوقت الذي دخل فيه شامير دار لرعاية المسنين في هرتسليا.
وفي 29 يوليو 2011، توفيت شولاميت شامير بجلطة دماغية عن عمر يناهز 88 عامًا. ودفنت في مقبرة «هيلكات غيدولي هاأوما» على جبل هرتسل،  ودفن اسحق شامير بجانبها بعد وفاته.